# Giennadij Atmakin
Giennadij Wasiljewicz Atmakin (ros. Геннадий Васильевич Атмакин ; ur. 30 maja 1965) – radziecki i rosyjski zapaśnik walczący w stylu klasycznym. Srebrny medalista mistrzostw świata w 1990. Mistrz Europy w 1990; trzeci w 1989 i 1991. Pierwszy w Pucharze Świata w 1988 i 1989. Wicemistrz Rosji w 1992. Mistrz ZSRR w 1989 i 1990; drugi w 1988; trzeci w 1991 roku.